# Quinisculcius capitatus
Quinisculcius capitatus är en rundmaskart som först beskrevs av Allen 1955.  Quinisculcius capitatus ingår i släktet Quinisculcius och familjen Belonolaimidae. Inga underarter finns listade i Catalogue of Life.